# (9032) Tanakami
(9032) Tanakami (1989 WK4) – planetoida z pasa głównego asteroid okrążająca Słońce w ciągu 3,46 lat w średniej odległości 2,29 au. Odkryta 23 listopada 1989 roku.